# SN 2000dk
SN 2000dk – supernowa typu Ia odkryta 25 września 2000 roku w galaktyce NGC 382. Jej maksymalna jasność wynosiła 15,63m.